# Massif de Charlevoix
Ne doit pas être confondu avec Massif du Sud (station touristique).
Le Massif de Charlevoix, ou plus simplement « Le Massif », est un centre de ski qui surplombe le fleuve Saint-Laurent à Petite-Rivière-Saint-François, 70 km au nord-est de la ville de Québec, Canada dans la région de Charlevoix.

## Description
Le Massif de Charlevoix est situé à proximité du village de Petite-Rivière-Saint-François à 50 minutes de route du centre-ville de Québec. La station possède le plus haut dénivelé (770 m) dans l'Est du Canada, mais pas dans l'Est de l'Amérique du nord. Cet honneur revient à Whiteface Mountain (1045 m), New York.
Le Massif se distingue par le fait qu'il est accessible à la fois par le sommet et par la base. Il y a trois sommets mais seulement deux sont actuellement exploités.
Le Massif reçoit beaucoup de neige et peu de pluie pour une station de l'Est. L'enneigement naturel abondant fait en sorte qu'il n'est pas rare de compter plus de 240 cm de neige compactée dans les pistes au sommet. Par contre, la base de la station étant près du niveau de la mer, l'épaisseur de neige diminue rapidement lorsque le printemps se fait sentir. Elle est l’une des rares montagnes à avoir une piste de ski avec l'attribution : trois diamants dans la province de Québec : La Charlevoix. Elle fut homologuée par la Fédération internationale de ski

## Histoire
C'est à la fin des années 1970 que les premiers skieurs dévalent les pentes du Massif alors que des motoneiges remorquent les skieurs de la route 138 jusqu'au sommet. L'exploitation commerciale débute dans les années 1980. Des d'autobus scolaires s'occupent alors de remonter les skieurs après chaque descente. En 1992-1993, la première remontée mécanique est mise en opération.
En 2001, une nouvelle route est construite afin de relier la route 138 au sommet de la montagne. Cette route rapproche la station à seulement 70 km de Québec alors qu'il était précédemment nécessaire de parcourir 95 km pour accéder à la base de la montagne en passant par le village de Petite-Rivière-Saint-François.
Daniel Gauthier, cofondateur du Cirque du Soleil, achète le Massif en 2002 à la suite de la vente de sa participation dans le Cirque du Soleil.
En mars 2010, la direction du Massif annonce des investissements de 16 millions à la montagne dont la construction d'une télécabine 8 places munie d'une station intermédiaire, construite par Doppelmayr à l'été 2010. À cette liste s'ajoute un secteur d'apprentissage avec téléski, quatre nouvelles pistes, ainsi que la bonification du secteur Hors-Piste.

## Développement

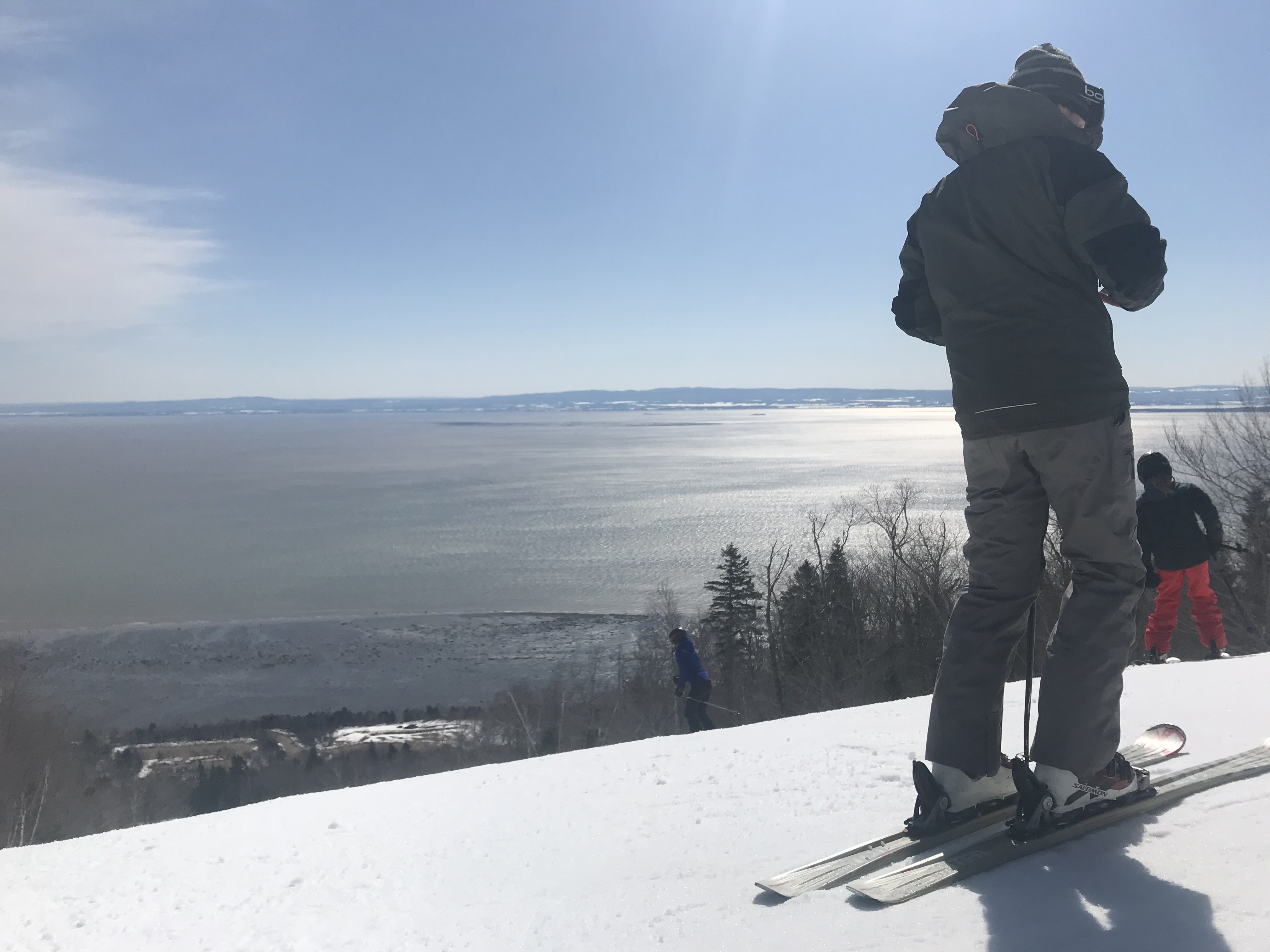
Vue sur le fleuve St-Laurent du sommet du Massif.

Toujours un haut-lieu du ski, mais faisant face à un achalandage grandissant, Le Massif est actuellement à un point tournant de son histoire. Un développement majeur, le projet Territoire Le Massif, est actuellement amorcé. Une partie du financement provient des gouvernements fédéral et provincial. Ce projet permettra notamment le développement du domaine skiable du troisième sommet.
Le projet implique des nouveaux investissements de quelque 180 M$, lesquels s'ajoutent aux 76 M$ déjà dépensés. Tout en respectant l'environnement exceptionnel de la région de Charlevoix, il vise à transformer la montagne et ses environs en une destination quatre saisons. Le projet est formé de trois grands blocs :
- La Ferme : Hôtel et activités à Baie-Saint-Paul, sur le site d'une ferme incendiée en 2007 ;
- La Montagne : Hébergement, activités de glisse et services au Massif, à Petite-Rivière-Saint-François ;
- Le Train Léger de Charlevoix: reliant l'Hôtel La Ferme à la montagne du Massif de Charlevoix